# Bryan Acosta
Bryan Josué Acosta Ramos (sinh ngày 24 tháng 11 năm 1993) là một cầu thủ bóng đá người Honduras thi đấu ở vị trí tiền vệ cho câu lạc bộ Mỹ FC Dallas.

## Sự nghiệp câu lạc bộ
Sinh ra ở La Ceiba, Acosta khởi đầu sự nghiệp cùng với Real España. Anh có màn ra mắt for the club năm 2013.
Vào ngày 12 tháng 7 năm 2017, Acosta ký bản hợp đồng 4 năm cùng với đội bóng Segunda División CD Tenerife.

## Sự nghiệp quốc tế

### Bàn thắng quốc tế
Tỉ số và kết quả liệt kê bàn thắng của Honduras trước.
| Bàn thắng | Thời gian           | Địa điểm                                             | Đối thủ     | Tỉ số | Kết quả | Giải đấu               |
| --------- | ------------------- | ---------------------------------------------------- | ----------- | ----- | ------- | ---------------------- |
| 1.        | 8 tháng 10 năm 2016 | FFB Field, Belmopan, Belize                          | Belize      | 1–0   | 2–1     | Giao hữu               |
| 2.        | 25 tháng 6 năm 2019 | Sân vận động Banc of California, Los Angeles, Hoa Kỳ | El Salvador | 3–0   | 4–0     | Cúp Vàng CONCACAF 2019 |

Acosta took over captaincy of Honduras U-23 Football Team from his teammate Marcelo Espinal năm 2016.

## Đời sống cá nhân
Anh sinh ra trong gia điình của Raymundo Acosta và Adilia Ramos.